# Laguna Las Habras
Die Laguna Las Habras ist ein Süßwassersee im Norden Boliviens im Amazonastiefland.

## Lage
Die Laguna Las Habras liegt im Departamento Beni im Osten der Moxos-Ebene. Sie gehört zum Municipio Exaltación in der Provinz Yacuma. Während wenige Kilometer östlich des Sees der Río Mamoré nach Norden fließt, führt die Ruta 9 südlich und westlich am See vorbei. Das Gebiet um den See ist sehr dünn besiedelt, die einzige nennenswerte Ortschaft in der Nähe ist Puerto Siles, das etwa 8 Kilometer südöstlich liegt.